# Richard Lee (calciatore)
Richard Anthony Lee (Oxford, 5 ottobre 1982) è un ex calciatore inglese, di ruolo portiere.